# Dean Tavoularis
Dean Tavoularis (Lowell, Massachusetts, 1932) is een Amerikaans production designer, voornamelijk bekend van zijn werk voor films van Francis Ford Coppola, zoals The Godfather en Apocalypse Now.
Tavoularis is opgeleid tot architect aan het Otis Art Institute. Hij begon zijn filmcarrière in de animatieafdeling van Disney, maar ging later over naar liveaction. Hij werkte eerst voor Columbia, maar werd later assistent artdirector bij Warner Bros. In die hoedanigheid werkte hij onder andere aan de film Ship of Fools uit 1965.
In 1967 maakte hij zijn debuut als artdirector in Bonnie and Clyde van Arthur Penn. Drie jaar later, in 1970, werkten zij opnieuw samen aan Little Big Man. Datzelfde jaar was hij verantwoordelijk voor de artdirection van Michelangelo Antonioni's Zabriskie Point. Met de production design van The Godfather (1972) begon hij een samenwerking met Francis Ford Coppola, die onder andere resulteerde in de overige twee Godfather-films, The Conversation, Apocalypse Now en The Outsiders. Op de set van Apocalypse Now ontmoette hij zijn huidige vrouw, de Franse actrice Aurore Clément. Haar scènes haalden de eerste versie van de film niet, evenals de andere scènes op de Franse plantage, maar zaten wel in de 53 minuten langere "redux"-versie uit 2001.
Tavoularis won samen met Angelo P. Graham en George R. Nelson de Academy Award voor beste artdirection en setdecoratie voor The Godfather Part II. Hij werd genomineerd voor The Brink's Job, Apocalypse Now, Tucker: The Man and His Dream en The Godfather Part III.
Zijn broer, Alex Tavoularis, is eveneens een artdirector en production designer.